# Azúr nagyvárosi kalandjai
Az Azúr nagyvárosi kalandjai (eredeti cím: Blue's Big City Adventure) 2022-es amerikai–kanadai vegyes technikájú filmvígjáték, amelyben valós és számítógéppel animált díszletek, élő és számítógéppel animált szereplők közösen szerepelnek, amelyet Matt Stawski Holland rendezett. A főbb szerepekben Josh Dela Cruz, Traci Paige Johnson, Donovan Patton, Steven Pasquale és Phillipa Soo látható.
Amerikában 2022. november 18-án mutatta be a Paramount+. Magyarországon 2023. április 29-én mutatta be a Nick Jr..

## Cselekmény
Josh és Azúr New Yorkba utazik, hogy meghallgatáson vegyenek részt egy Broadway musicalre. Végül azonban eltévednek, mert Josh elfelejtette magával vinni a Handy-Dandy noteszét, és most Sóbácsinak, Órának és Szappannak kell megkeresnie őket Josh unokatestvéreinek, Steve-nek és Joe-nak, Azúr korábbi társainak segítségével.

## Szereplők
| Szereplő          | Eredeti hang        | Magyar hang                       |
| ----------------- | ------------------- | --------------------------------- |
| Azúr              | Traci Paige Johnson | Eredeti hang                      |
| Szivárvány Kutyus | Brianna Bryan       | Békefi Viktória                   |
| Sóbácsi           | Nick Balaban        | Beregi Péter Bácskai János (ének) |
| Óra               | Ava Augustin        | Pekár Adrienn                     |
| Borsnéni          | Gisèle Rousseau     | Kovács Nóra                       |
| Szappan           | Jacob Soley         | Holló-Zsadányi Norman             |
| Postaláda         | Doug Murray         | Gubányi György István             |
| Kuka              | Cory Doran          | Szokol Péter                      |
| Magenta           | Diane Salema        | Eredeti hang                      |
| Szereplő          | Színész             | Magyar hang                       |
| Josh              | Josh Dela Cruz      | Czető Roland Sánta László (ének)  |
| Steve             | Steve Burns         | Baráth István                     |
| Joe               | Donovan Patton      | Karácsonyi Zoltán                 |
| Direktor          | BD Wong             | Pál Tamás                         |
| önmaga            | Ali Stroker         | Kokas Piroska                     |
| önmaga            | Taboo               | Szentirmai Zsolt                  |

### Magyar változat
- Bemondó: Schmidt Andrea
- Magyar szöveg: Laki Mihály
- Dalszöveg: Weichinger Kálmán
- Hangmérnök: Kelemen Zoltán
- Vágó: Erdélyi Imre
- Gyártásvezető: Újréti Zsuzsa
- Zenei rendező: Posta Victor
- Szinkronrendező: Egyed Mónika
- Produkciós vezető: Koleszár Emőke

A szinkront az Iyuno Hungary készítette.

## A film készítése
2021. július 12-én bejelentették, hogy az Azúrkék nyomok franchise 25. évfordulója alkalmából filmet készítenek az Azúrkék nyomok és tealapján. A Matt Stawski által rendezett, Angela Santomero és Liz Maccie által írt filmet 2021 nyarán kezdték el forgatni. 2022. február 15-én kiderült, hogy a film címe Azúr nagyvárosi kalandjai.